# ゴラニ旅団 (イスラエル国防軍)
第1"ゴラニ"歩兵旅団（Golani Brigade,ヘブライ語: חֲטִיבַת גּוֹלָנִי‎）は、イスラエル国防軍の北部方面軍、第36機甲師団に所属する歩兵科の旅団である。武装集団ハガナーの一個旅団として誕生し、その後国防軍に編入された。

## 歴史
ゴラニ旅団は、イスラエル独立以前のユダヤ人武装組織ハガナーの野戦科に設立された北部担当の地域旅団"レバノニ旅団" (Levanoni Brigade)を起源とする。レバノニ旅団は1948年2月28日に北東地区を担当する第1"ゴラニ"旅団と、北西地区を担当する第2"カルメリ"旅団の二つの旅団に分割された。編成時には第11"アロン"大隊、第12"バラク"大隊、第13"ギデオン"大隊、第14"ドロール"大隊、第15"ゴレン"大隊の5個大隊が編成された。
その後ゴラニ旅団は、イスラエル国防軍の主要な軍事作戦にほぼ全て参加している。1948年のパレスチナ内戦で反イスラエル組織「フェダイーン」と戦ったのを始めとして、イスラエルが直面した数多くの戦争の先鋒に投入された他、 エンテベ空港奇襲作戦にてハイジャック犯およびウガンダ軍との交戦に参加した。

## 編成
- 第1"ゴラニ"旅団
  - 第12"バラク"大隊 - 歩兵大隊。バラクは「雷電」の意味。
  - 第13"ギデオン"大隊 - 歩兵大隊。名前の由来は旧約聖書の登場人物ギデオンより。
  - 第51"ハボキム・ハリション"大隊 - 歩兵大隊。1956年に第5"ギヴァティ"旅団指揮下より移動した。
  - 第621"エゴズ"大隊 - 不正規戦部隊。対テロ、ゲリラ、対ゲリラ戦闘の小規模遊撃作戦を担当する。2016年以降は中央軍、第98空挺師団、第89"オズ"特殊作戦旅団の指揮下に移動した。
  - 第631"ガドサー・ゴラニ" (GADSAR Golani) 偵察大隊[2]
    - "オレヴ"対戦車中隊 (PALNAT)
    - 戦闘工兵中隊 (PALHAN)
    - 偵察中隊"パルサー・ゴラニ" (PALSAR Golani) - ゴラニ旅団の偵察部隊"という意味で、"サイェレット・ゴラニ" (Sayeret Golani)と呼ばれる事もある。

  - 第351信号中隊"パルヒク" (PALHIK)  - 軍事通信を任務とする。

## 画像

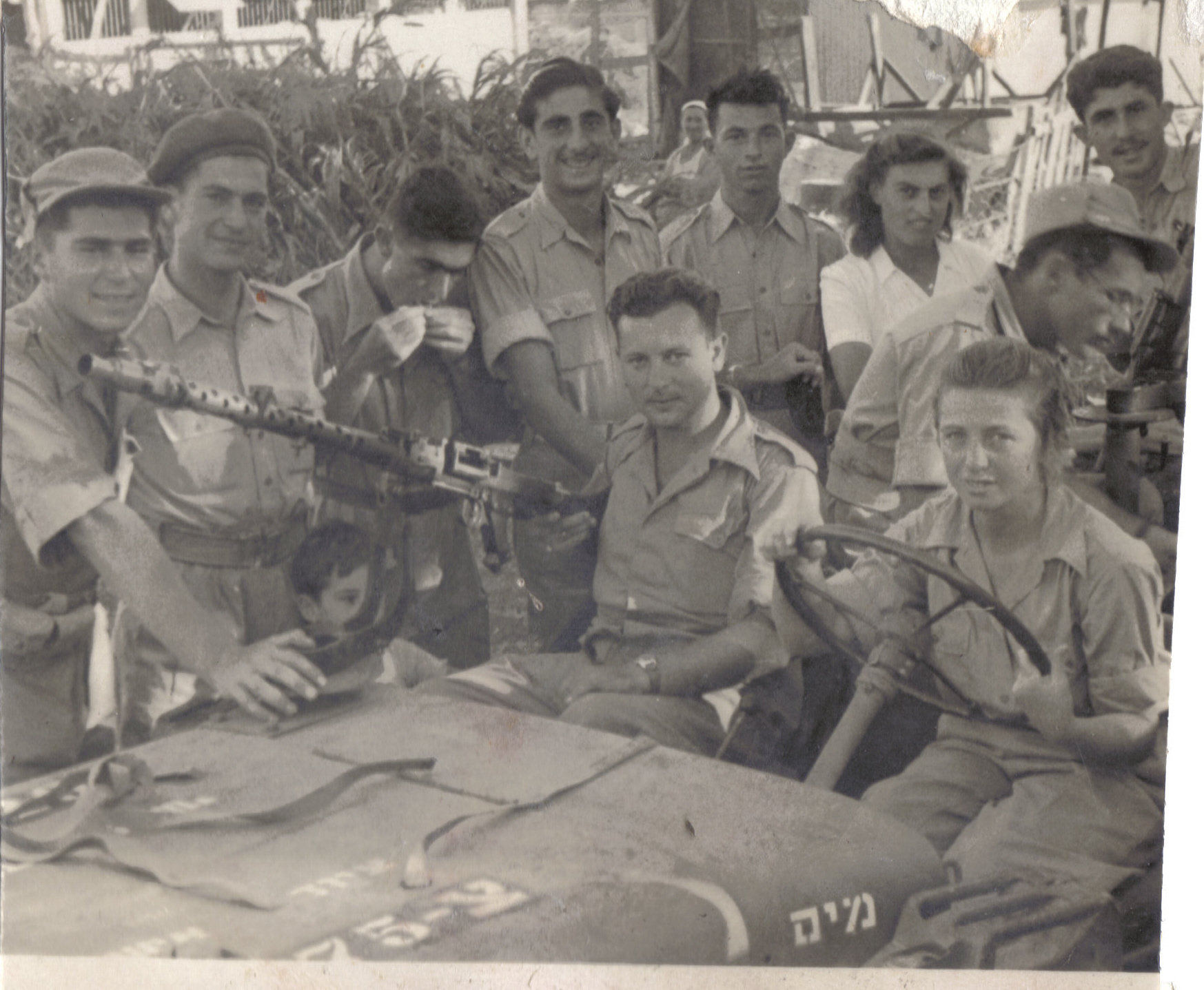
第一次中東戦争時代のゴラニ旅団(1948年)
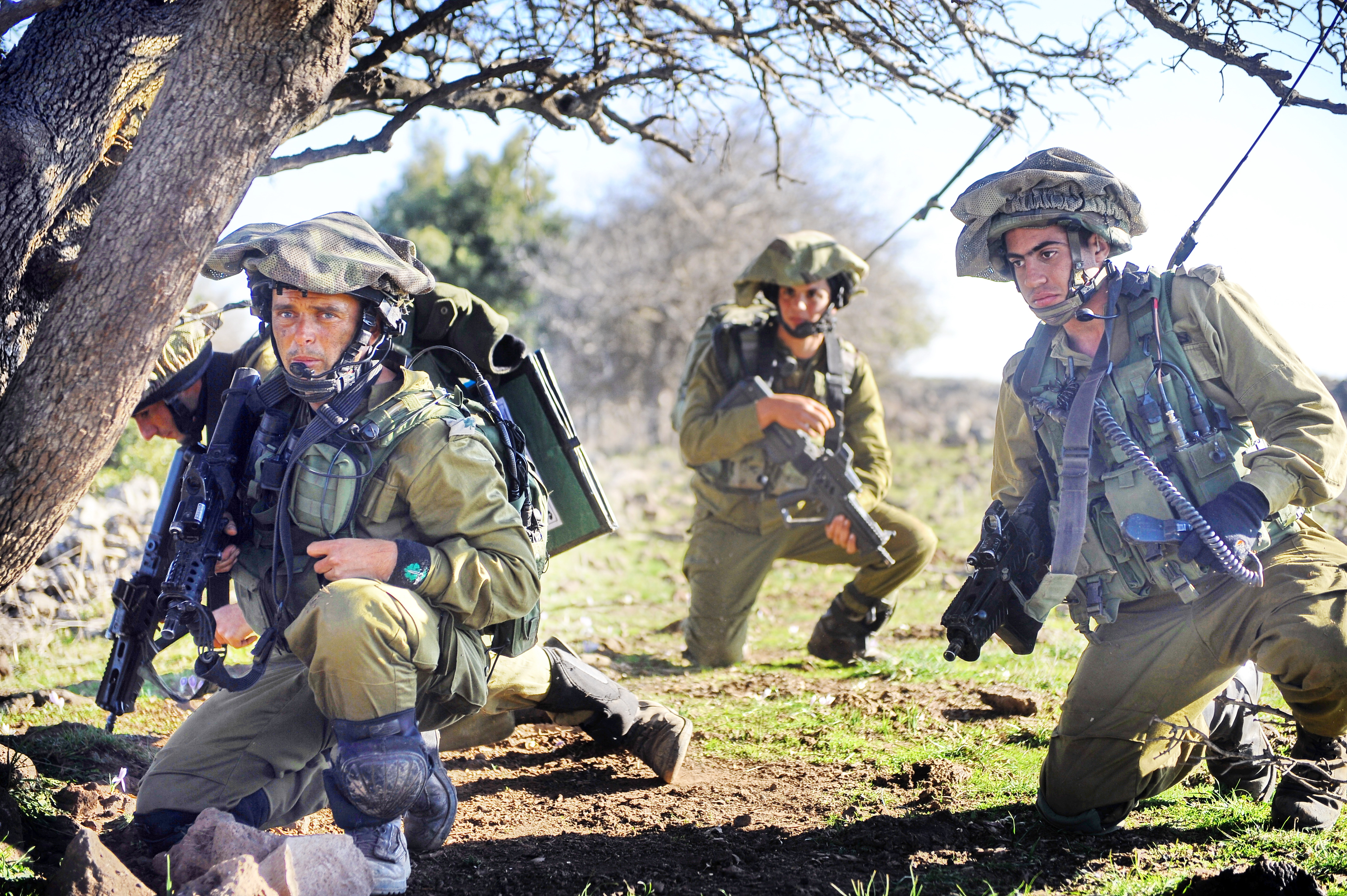
ゴラン高原で訓練を行うゴラニ旅団の兵士。
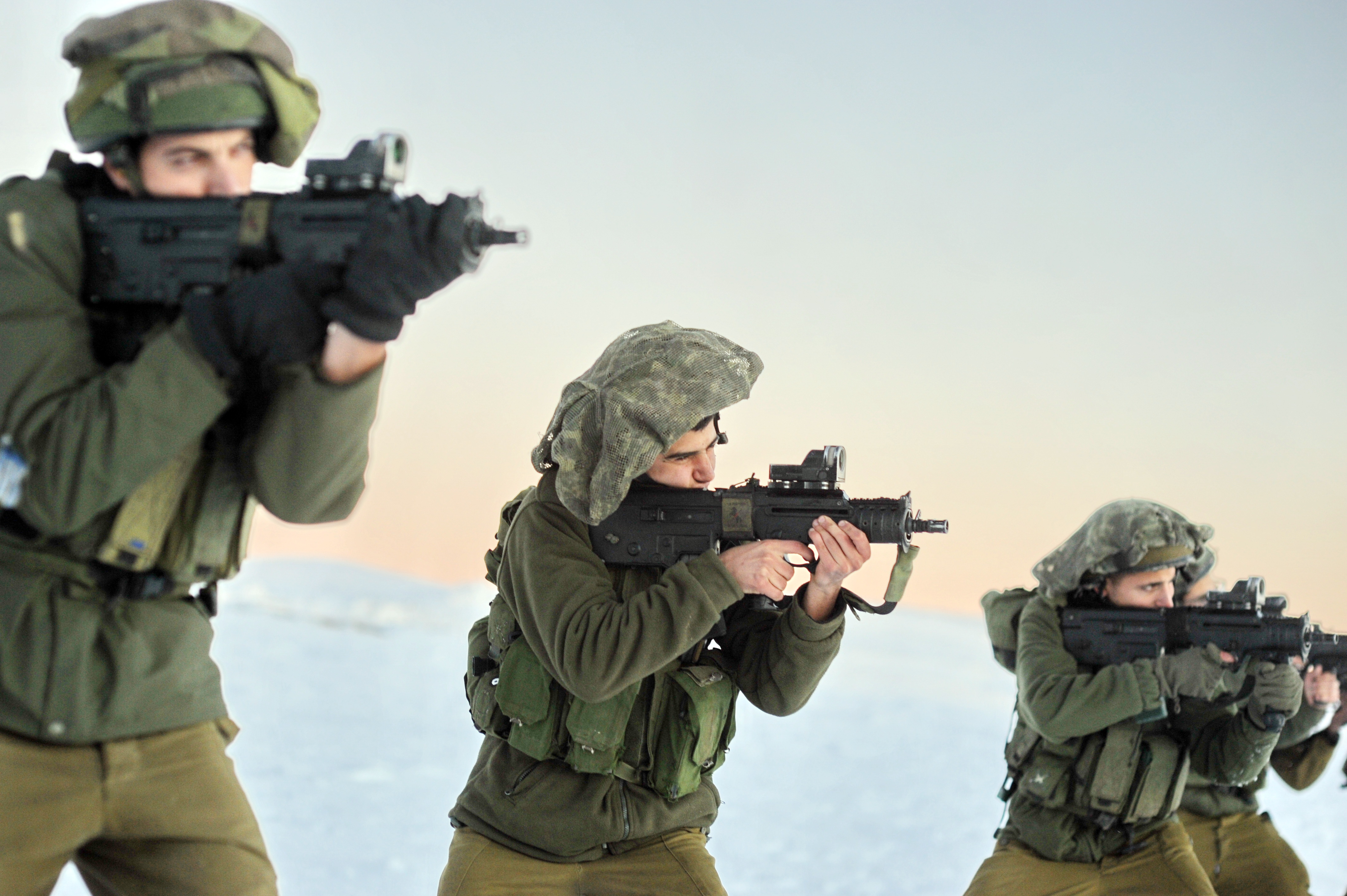
X95を構えるゴラニ旅団の兵士。
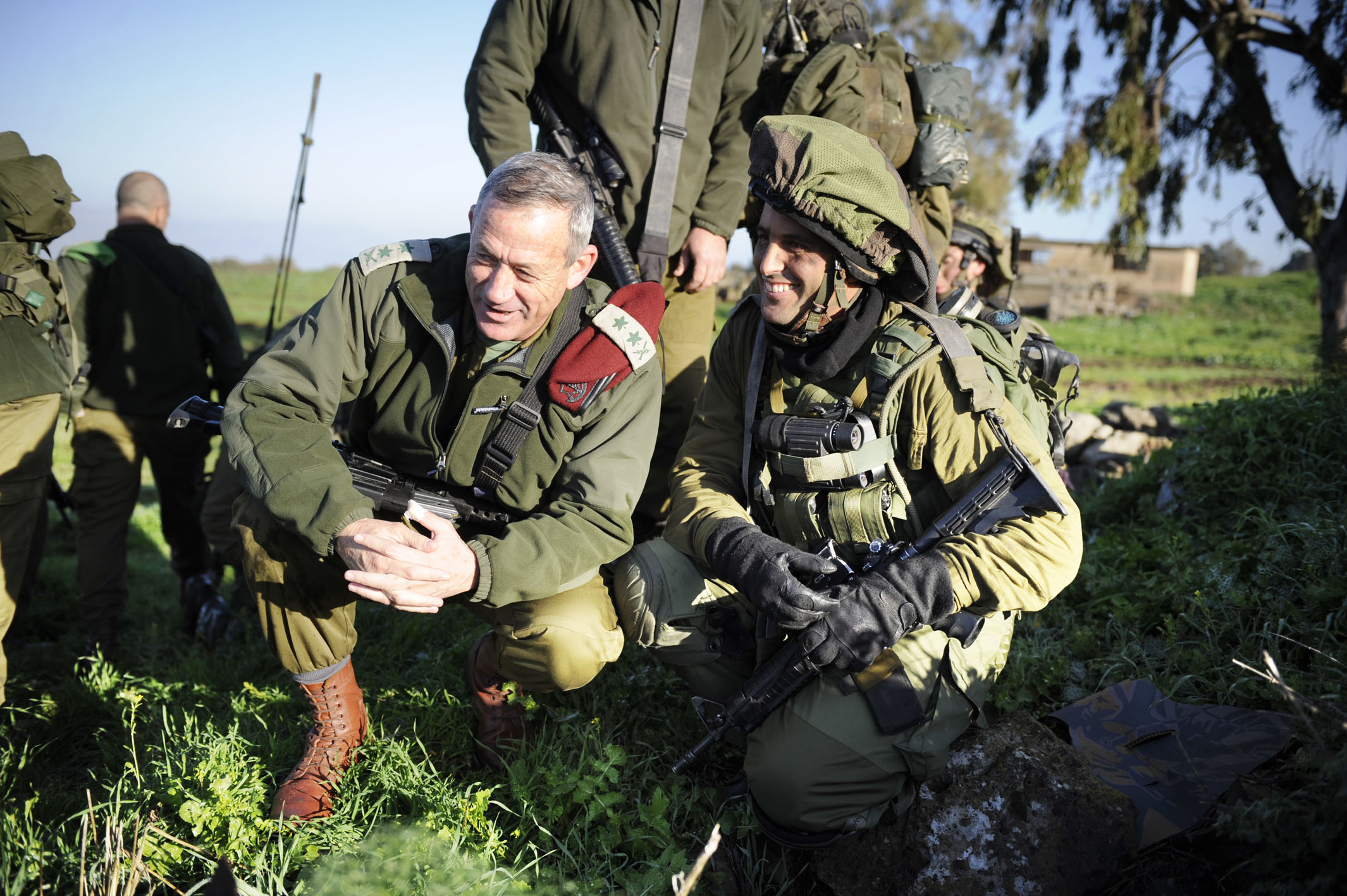
第12"バラク"大隊の訓練を視察する参謀総長ベニー・ガンツ。2011年。
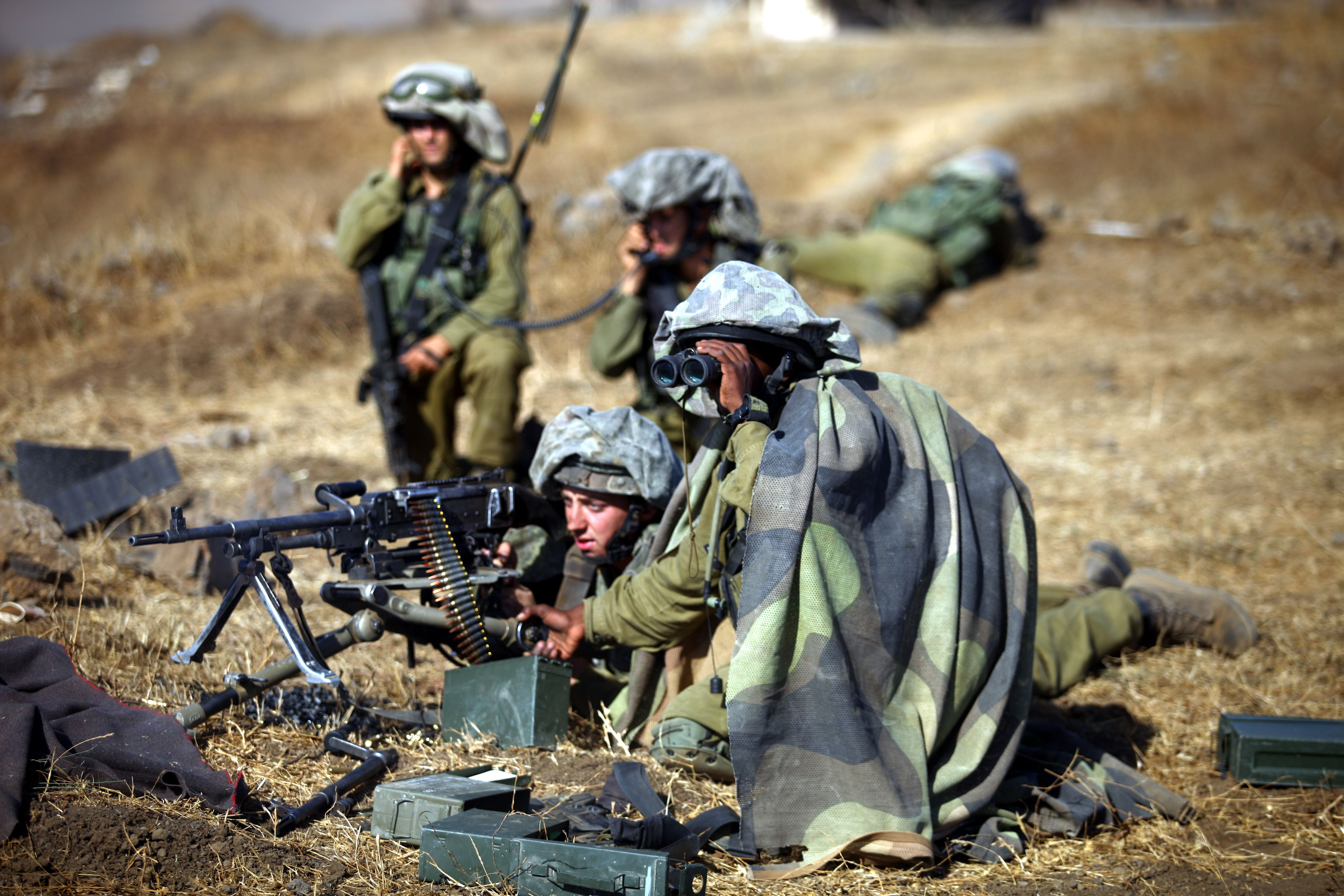
ゴラン高原で訓練を行う第13"ギデオン"大隊の兵士。2012年。
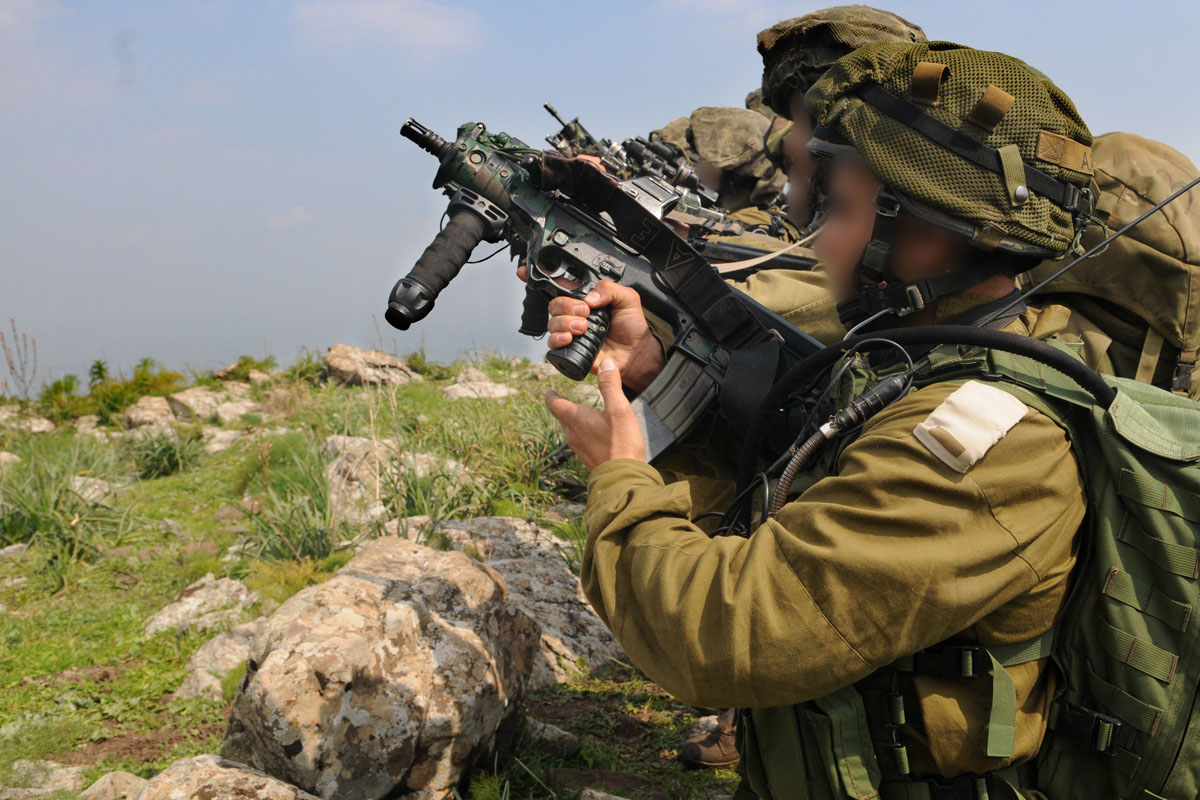
X95を手にするエゴズ大隊隊員。